# Sony Dash
Dash був пристроєм виробництва Sony, який підключався до Інтернету за допомогою Wi-Fi. Він мав сенсорний екран, який користувач міг використовувати для перегляду інформації або прослуховування музики. Це не був портативний пристрій, оскільки він не мав внутрішньої батареї. Його позиціонували як «особистий інтернет-переглядач», який міг би виконувати роль будильника, інтернет-радіо, цифрової фоторамки та багато іншого. У ньому були програми, які завантажувалися на пристрій. Вони були такими ж, що й підтримувані пристроєм Chumby.

## Історія
Sony анонсувала Dash на виставці Consumer Electronics Show 2010. Він був доступний для продажу в кінці квітня 2010 року. Спочатку пристрій можна було використовувати лише в Сполучених Штатах, а користувачі в інших країнах були отримували повідомлення «Error: Missing XAPI Service Mode». 25 червня Sony випустила оновлення програмного забезпечення, яке дозволило використовувати Dash в інших (якщо не всіх) країнах, однак згодом у листопаді 2011 року знову обмежила міжнародне обслуговування. Пристрій не має міжнародних налаштувань живлення, і може живитися лише від електричної мережі 120 вольт при 60 Гц.
Sony представила дві оновлені версії Dash у вересні 2011 року. HID-B7 і HID-B70 оновили апаратне забезпечення, а у HID-B70 додано резервну батарею. Ця версія пристрою Dash не мала підтримки потокової передачі Netflix і YouTube. 
14 березня 2015 року Sony Dash припинила підтримку всього потокового вмісту, включаючи Netflix, Pandora, Slacker і YouTube, хоча пристрій продовжував аутентифікуватись у Sony і діяти як будильник. Незважаючи на те, що компанія не отримала громадського резонансу у відповідь, така послуга повернулася 24 квітня 2015 року.
Станом на березень 2016 року Sony продовжувала надавати обмежену підтримку Dash, наприклад, обіцяні виправлення проблеми високосного року та оновлення мікропрограми для вирішення проблеми з панеллю керування.
У квітні 2017 року Sony оголосила, що з липня 2017 року «більше не підтримуватиме прилади Dash і функціональність буде обмежена».
Chumby.com ініціював програму, щоб спробувати запропонувати постійну підтримку, після припинення обслуговування Sony.
Chumby.com випустив свій патч для Dash 6 серпня 2017 року, щоб дозволити пристрої підключатися до серверів Chumby.